# کمپلز آیلند (ایلینوی)
کمپلز آیلند (به انگلیسی: Campbell's Island) یک منطقهٔ مسکونی در ایالات متحده آمریکا است که در Hampton Township واقع شده‌است.